# Жемчугов Володимир Павлович
Володи́мир Па́влович Жемчуго́в (нар. 7 вересня 1970, м. Красний Луч, Луганська область) — український партизан, учасник російсько-української війни. Провів 11 місяців у російському полоні, втратив обидві руки та зір. Після звільнення повернувся в Україну та почав проходити курс лікування. Герой України (2017).

## Життєпис

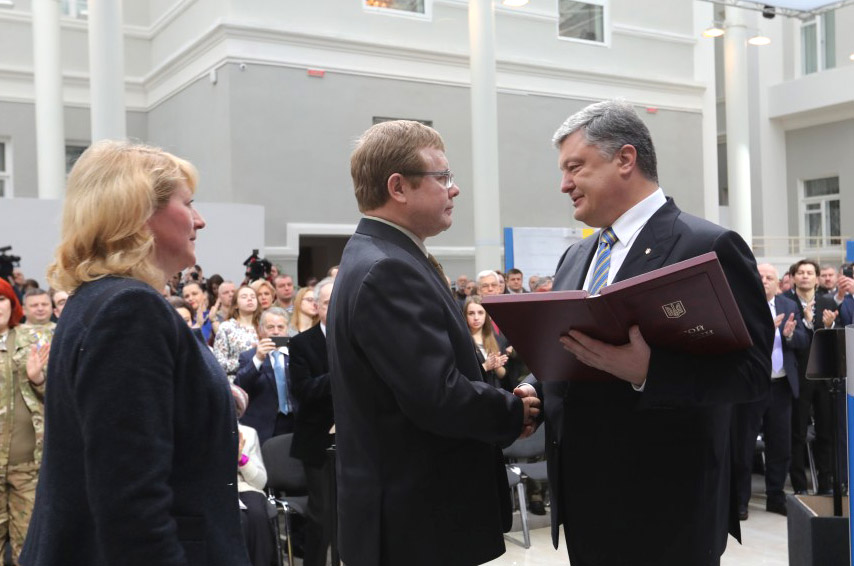
Вручення ордену «Золота Зірка» під час Дня Соборності України

Закінчив Алчевський гірничо-металургійний інститут. Працював у Грузії. 2015 року поїхав у Луганську область, щоб допомогти рідним, 29 вересня 2015 року випадково підірвався на розтяжці, внаслідок чого втратив кисті обох рук і зір. З важкими пораненнями потрапив у полон. Спочатку утримувався в шпиталі у Луганську, з 30 травня 2016 року ув'язнений в Луганському СІЗО, де піддавався допитам контррозвідувальних органів проросійських бойовиків. Був звинувачений у підриві залізничної колії в районі Лутугиного та електроопори в Хрящуватому, а також у тому, що виступав проти політики Російської Федерації на пострадянському просторі та був завербований військовослужбовцями Збройних сил України.
17 вересня 2016 року за особистою участю Президента України Петра Порошенка звільнений з полону (разом з Юрієм Супруном). Після звільнення проходив лікування, в тому числі — у Німеччині.
21 січня 2017 року присвоєно звання Герой України. Нагорода вручена 22 січня 2017 під час урочистого заходу з нагоди Дня соборності України.

## Державні нагороди
- Звання Герой України з врученням ордена «Золота Зірка» (21 січня 2017) — за особисту мужність і героїзм, незламність духу, виявлені у захисті державного суверенітету та територіальної цілісності України, самовіддане служіння Українському народу[10].

## Громадська позиція
Виступав на захист ув'язненого у Росії українського режисера Олега Сенцова й інших політв'язнів.